# Orthopristis reddingi
Orthopristis reddingi és una espècie de peix pertanyent a la família dels hemúlids. que habita al golf de Califòrnia (Pacífic oriental central). Pot arribar a fer 29,8 cm de llargària màxima i 600 g de pes. És un peix marí, demersal i de clima subtropical (32°N-24°N). Es comercialitza fresc. És inofensiu per als humans.